# Pomphorhynchus kawi
Pomphorhynchus kawi är en hakmaskart som beskrevs av Fotedar, Duda, Raina 1970. Pomphorhynchus kawi ingår i släktet Pomphorhynchus och familjen Pomphorhynchidae. Inga underarter finns listade i Catalogue of Life.